# 12 Heures de Bathurst
Les 12 Heures de Bathurst sont une course d'endurance pour voitures de tourisme qui se tient en février sur le Mount Panorama Circuit. Ce format est inspiré de la course mythique Bathurst 1000 et a été créé en 1991.

## Histoire
Après cinq courses de 1991 à 1995, la course ne s'est pas tenue entre 1996 à 2006 et a été relancée depuis 2007. En 2002 et 2003, une course de 24 heures a été courue.
L'épreuve de 2011 voit une évolution avec l'engagement de voitures de Grand Tourisme de la catégorie GT3 comme cela avait été le cas lors des deux courses de 24 heures en 2002 et 2003. Cette introduction a pour but d'élargir l'intérêt international pour la course et d'augmenter le nombre de participants.
En juin 2011, Yeehah Events, promoteur de la course, et Creventic, promoteur des 24H Series et des 24 Heures de Dubaï annoncent un partenariat dans le but de renforcer la visibilité internationale des deux courses qui ont lieu respectivement en janvier et février.
L'internationalisation de la course est marquée depuis 2013 par des nouveaux records d'engagés avec une cinquantaine d'équipages. Elle continue les années suivantes et en 2016, la course est intégrée à un championnat intercontinental, à savoir l'Intercontinental GT Challenge.

## Palmarès
| Année       | Pilotes                                                       | Voiture                                                       | Engagés                                                       | Tours                                                         | Distance                                                      |
| ----------- | ------------------------------------------------------------- | ------------------------------------------------------------- | ------------------------------------------------------------- | ------------------------------------------------------------- | ------------------------------------------------------------- |
| 1991        | Nigel Arkell Peter Fitzgerald Allan Grice                     | Toyota Supra Turbo                                            | Fitzgerald Racing                                             | 242                                                           | 1503.546 km                                                   |
| 1992        | Mark Gibbs Charlie O'Brien (en) Garry Waldon                  | Mazda RX-7                                                    | Mazda Australia                                               | 254                                                           | 1578.102 km                                                   |
| 1993        | Alan Jones Garry Waldon                                       | Mazda RX-7                                                    | Mazda Australia                                               | 263                                                           | 1634.019 km                                                   |
| 1994        | Neil Crompton Gregg Hansford                                  | Mazda RX-7                                                    | Mazda Motorsport                                              | 262                                                           | 1627.806 km                                                   |
| 1995        | John Bowe (en) Dick Johnson                                   | Mazda RX-7                                                    | Mazda Motorsport                                              | 409                                                           | 1607.370 km                                                   |
| 1996 – 2006 | Ne sont pas disputées; Voir 24 Heures de Bathurst (2002–2003) | Ne sont pas disputées; Voir 24 Heures de Bathurst (2002–2003) | Ne sont pas disputées; Voir 24 Heures de Bathurst (2002–2003) | Ne sont pas disputées; Voir 24 Heures de Bathurst (2002–2003) | Ne sont pas disputées; Voir 24 Heures de Bathurst (2002–2003) |
| 2007        | Craig Baird Garry Holt Paul Morris (en)                       | BMW 335i                                                      | Eastern Creek Karts P/L                                       | 257                                                           | 1596.741 km                                                   |
| 2008        | Graham Alexander Rod Salmon Damien White                      | Mitsubishi Lancer Evo IX                                      | SKWIRK.com                                                    | 253                                                           | 1571.889 km                                                   |
| 2009        | Tony Longhurst Rod Salmon Damien White                        | Mitsubishi Lancer Evo X                                       | Team Mitsubishi Ralliart Australia                            | 239                                                           | 1484.907 km                                                   |
| 2010        | John Bowe (en) Garry Holt Paul Morris (en)                    | BMW 335i                                                      | Eastern Creek International Karting                           | 202                                                           | 1255.026 km                                                   |
| 2011        | Marc Basseng Christopher Mies Darryl O'Young                  | Audi R8 GT3 LMS                                               | Joest Racing                                                  | 292                                                           | 1814.196 km                                                   |
| 2012        | Christer Jöns Christopher Mies Darryl O'Young                 | Audi R8 GT3 LMS                                               | Phoenix Racing                                                | 270                                                           | 1677.510 km                                                   |
| 2013        | Thomas Jäger Alexander Roloff Bernd Schneider                 | Mercedes-Benz SLS AMG GT3                                     | Erebus Motorsport                                             | 268                                                           | 1665.084 km                                                   |
| 2014        | John Bowe (en) Peter Edwards Craig Lowndes Mika Salo          | Ferrari 458 GT3                                               | Maranello Motorsport                                          | 296                                                           | 1839.048 km                                                   |
| 2015        | Katsumasa Chiyo Wolfgang Reip Florian Strauss                 | Nissan GT-R NISMO GT3                                         | NISMO Athlete Global Team                                     | 269                                                           | 1671.297 km                                                   |
| 2016        | Álvaro Parente Shane van Gisbergen Jonathon Webb              | McLaren 650S GT3                                              | Tekno Autosports                                              | 297                                                           | 1845.261 km                                                   |
| 2017        | Craig Lowndes Toni Vilander Jamie Whincup                     | Ferrari 488 GT3                                               | Maranello Motorsport                                          | 290                                                           | 1801.770 km                                                   |
| 2018        | Robin Frijns Stuart Leonard Dries Vanthoor                    | Audi R8 LMS (GT3)                                             | Team WRT                                                      | 271                                                           | 1683.723 km                                                   |
| 2019        | Dirk Werner Dennis Olsen Matt Campbell                        | Porsche 911 GT3 R                                             | Earl Bamber Motorsport                                        | 312                                                           | 1938.456 km                                                   |
| 2020        | Jules Gounon Jordan Pepper Maxime Soulet                      | Bentley Continental GT3                                       | Bentley M-Sport                                               | 314                                                           | 1950.882 km                                                   |
| 2021        | Annulées à cause de la pandémie de Covid-19                   | Annulées à cause de la pandémie de Covid-19                   | Annulées à cause de la pandémie de Covid-19                   | Annulées à cause de la pandémie de Covid-19                   | Annulées à cause de la pandémie de Covid-19                   |
| 2022        | Kenny Habul Martin Konrad (en) Jules Gounon Luca Stolz (en)   | Mercedes-AMG GT3 Evo                                          | SunEnergy1 Racing                                             | 291                                                           | 1807.983 km                                                   |
| 2023        | Kenny Habul Jules Gounon Luca Stolz (en)                      | Mercedes-AMG GT3 Evo                                          | SunEnergy1 Racing                                             | 323                                                           | 2006.799 km                                                   |
| 2024        | Matthew Campbell Ayhancan Güven Laurens Vanthoor              | Porsche 911 GT3 R                                             | Manthey Racing / EMA Motorsport                               | 275                                                           | 1708.275 km                                                   |
| 2025        | Augusto Farfus Kelvin van der Linde Sheldon van der Linde     | BMW M4 GT3                                                    | Team WRT                                                      | 306                                                           | 1901.178 km                                                   |